# Ula Furlan
Ula Furlan, slovenska gledališka, televizijska in filmska igralka ter televizijska voditeljica, * 13. december 1983, Ljubljana.
Nastopila je v več kratkih filmih, celovečernih filmih Hit poletja in Franja, v obeh je odigrala glavno vlogo, ter seriji Življenja Tomaža Kajzerja. Leta 2009 je vodila resničnostno oddajo Survivor na TV3, leta 2014 pa EMA na RTV Slovenija. 
Njena prva vloga je bila v videospotu pesmi Ljubljana – Portorož. Igra punco, ki jo pobere Magnifico z rdečim Fordom.
Njena mati je Miša Molk.

## Filmografija
- Kondor (2015, kratki igrani film)
- Življenja Tomaža Kajzerja (2014, TV serija)
- Na Pogled (2013, kratki igrani film)
- Franja (2012, celovečerni igrani TV film)
- Smehljaji (2010, kratki igrani film)
- Hit poletja (2008, celovečerni igrani film)